# Kraucouka
Kraucouka (biał. Краўцоўка; ros. Кравцовка, Krawcowka; pol. hist. Krawcówka) – wieś na Białorusi, w obwodzie homelskim, w rejonie homelskim, w sielsowiecie Cierucha, nad Niamylnią i w pobliżu granicy z Ukrainą.
Na Niamylni na wysokości Kraucouki znajduje się zapora wodna, tworząca niewielkie jezioro zaporowe. 6 km od wsi leży przystanek kolejowy Kraucouka, położony na linii Nawabielickaja – Kraucouka.

## Historia
W XIX i w początkach XX w. położona była w Rosji, w guberni mohylewskiej, w powiecie homelskim. Następnie w granicach Związku Sowieckiego. Od 1991 w niepodległej Białorusi.